# 北中淳子
北中 淳子（きたなか じゅんこ）は、日本の人類学者。慶應義塾大学文学部教授。専門は医療人類学。

## 経歴
1993年に上智大学文学部心理学科を卒業した。1995年にシカゴ大学M.A.（社会科学）、2006年にマギル大学人類学部医療社会研究学部博士課程を修了した。2004年に慶應義塾大学文学部助手、2007年に助教、2008年に准教授、2016年に教授に就任した。

## 著作

### 単著
- Depression in Japan: Psychiatric Cures for a Society in Distress, Princeton University Press, 2011.
- 『うつの医療人類学』（日本評論社、2014年）

### 共編著
- 『シリーズ精神医学の哲学2 精神医学の歴史と人類学』（鈴木晃仁共編著、東京大学出版会、2016年）

### 訳書
- マーガレット・ロック『更年期 日本女性が語るローカル・バイオロジー』（江口重幸・山村宜子共訳、みすず書房、2005年）